# La casa de las miniaturas (miniserie)
La casa de las miniaturas (en inglés, The Miniaturist) es una miniserie de televisión de la BBC de 2017, adaptación de la novela debut del mismo nombre de Jessie Burton. Fue dirigida por Guillem Morales y protagonizada por Anya Taylor-Joy, Romola Garai y Alex Hassell.

## Argumento
En los Países Bajos del siglo XVII, la joven Petronella "Nella" Oortman, huérfana de padre y acuciada de deudas, se casa con el comerciante Johannes Brandt, y se muda a su mansión en Ámsterdam que comparte con su hermana, Marin Brandt, y sus dos sirvientes. Nella recibe una fría recepción de Marin y una indiferente de Johannes, quien le proporciona una misteriosa casa de muñecas para ocupar su tiempo. Nella decide amueblar su pequeña mansión y encarga los muebles a una miniaturista.

## Reparto
- Romola Garai como Marin Brandt.
- Alex Hassell como Johannes Brandt.
- Hayley Squires como Cornelia.
- Paapa Essiedu como Otto.
- Emily Berrington como la miniaturista.
- Geoffrey Streatfeild como Frans Meermans.
- Aislín McGuckin como Agnes Meermans.
- Anya Taylor-Joy como Petronella "Nella" Brandt.

## Producción
La serie se filmó en Leiden, recreando el Ámsterdam del siglo XVII.
Se emitió por primera vez en dos capítulos el 26 y 27 de diciembre de 2017 en BBC One. En Estados Unidos, se emitió en tres partes del 9 al 27 de septiembre de 2018 en Masterpiece de PBS. En febrero de 2018 se estrenó en la plataforma Filmin, y en enero de 2020 tuvo su estreno en España en el canal Cosmo.
Él 1 de abril del 2022, en exclusivo para toda Latinoamérica (exceptuando "El Caribe"), se estrenó a través de OnDirecTV, canal exclusivo de la operadora DirecTV. Es emitida en su idioma original, subtitulado al español.

## Recepción
The Miniaturist recibió críticas mixtas. En el sitio web agregador de reseñas Rotten Tomatoes, tiene una calificación de aprobación del 75% basada en 16 reseñas, con una calificación promedio de 6.5/10. El consenso de críticos del sitio dice: "Las hermosas locaciones y las actuaciones excepcionales ayudan a que The Miniaturist sea lo suficientemente atractiva, incluso si su versión de los eventos no está a la altura de su misterioso material fuente".
Caroline Framke para Variety elogió la belleza de la serie, pero la criticó por ser demasiado larga. "Es una lástima que la serie nunca se gela, dado lo mucho que ha costado en términos de historia, talento y el diseño de producción y vestimenta verdaderamente espectaculares que desencadenan los rodajes en el lugar con tal estilo". Pero al igual que la casa de muñecas en su centro, The Miniaturist es mejor para alojar facsímiles en lugar de personajes que se sienten reales".
Hanh Nguyen de IndieWire, quien calificó la serie como B, criticó la serie por el desarrollo débil del personaje, lo que hizo que pareciera que "un episodio se ha perdido", pero que la serie aún valía la pena verla. "A pesar de que Ámsterdam prosperó durante este tiempo, la serie examina la vida en esa sociedad desde el punto de vista de los inadaptados y marginados. El desafío y la valentía son necesarios para enfrentar la fealdad que se presenta, y es un tema que se hace eco en las acciones de los personajes. The Miniaturist puede sentirse cruda y verde, a veces ingenuamente pero, en su forma incómoda y de otro mundo, los campeones esperan y cambian, y eso rara vez es una pérdida de tiempo ".